# Pat Garrity
Patrick Joseph „Pat“ Garrity (* 23. August 1976 in Las Vegas, Nevada) ist ein ehemaliger US-amerikanischer Basketballspieler, der zwischen 1998 und 2008 in der NBA aktiv war.

## Karriere
Nachdem Garrity vier Jahre für die Notre Dame Fighting Irish gespielt hatte, wurde er im NBA-Draft 1998 von den Milwaukee Bucks an 19. Stelle ausgewählt. Noch am selben Abend wurde er gemeinsam mit dem an neunter Stelle gedrafteten Dirk Nowitzki für den an sechster Stelle gezogenen Robert Traylor zu den Dallas Mavericks getauscht. 
Die Mavericks gaben Garrity kurz darauf gemeinsam mit Bubba Wells, Martin Müürsepp sowie einem künftigen Draft-Pick (mit dem 1999 Shawn Marion gezogen wurde) im Austausch für Steve Nash zu den Phoenix Suns ab.
Garrity spielte nur eine Saison bei den Suns, ehe er zusammen mit Danny Manning und Draftpicks zu den Orlando Magic für Penny Hardaway getauscht wurde. 
Er spielte insgesamt neun Jahre für die Magic, ehe er am 11. September 2008 seinen Rücktritt bekanntgab. In seiner zehnjährigen Karriere erzielte Garrity 7,3 Punkte und 2,6 Rebounds pro Spiel.